# Mark Begich
Mark Begich (ur. 31 marca 1962) – amerykański polityk związany z Partią Demokratyczną. Od 2003 do 2009 roku był burmistrzem miasta Anchorage na Alasce. Po zwycięstwie w wyborach w 2008 jest też Senatorem Stanów Zjednoczonych z Alaski. Urząd ten pełnił do 2015 roku.
Jego ojciec, Nick Begich był reprezentantem stanu Alaska w Izbie Reprezentantów Stanów Zjednoczonych i zginął prawdopodobnie w wypadku lotniczym w 1972 roku (ciała ani szczątków samolotu nigdy nie odnaleziono).
Jako kandydat Partii Demokratycznej Begich pokonał urzędującego od 1968 roku (republikańskiego senatora Teda Stevensa. Tym samym został pierwszym demokratycznym senatorem i członkiem Kongresu z Alaski od czasów Mike'a Gravela. Z uwagi na bardzo wyrównane wyniki, zwycięzcę ogłoszono dopiero po podliczeniu wcześniej oddanych głosów 18 listopada. Szansę popularnego do niedawna Stevensa, nazywanego politycznym patriarchą Alaski, na reelekcję zniweczył wyrok skazujący za korupcję.
Begich objął fotel senatora w 3 stycznia 2009. Był jedynym senatorem bez dyplomu uniwersyteckiego.